# CentraleSupélec
Die CentraleSupélec ist eine französische Ingenieurschule in Gif-sur-Yvette, auf dem Campus der Universität Paris-Saclay, die durch die Fusion der École Centrale Paris und der École supérieure d’électricité entstand.
Sie ist Mitglied der Conférence des Grandes Ecoles. Mit einem multi-disziplinären Lehrplan bildet sie innerhalb von drei Jahren Ingenieure aus, die danach hauptsächlich in der Wirtschaft arbeiten: Ziel der Ausbildung ist der sogenannte Master Ingénieur CentraleSupélec.

## Diplome CentraleSupélec
- Master Ingénieur CentraleSupélec
- Masters Forschung Ingenieurwissenschaft
- Masters Professional Ingenieurwissenschaft
- Graduiertenkolleg: PhD Doctorate
- Mastère spécialisé
- Massive Open Online Course[4].

## Doppeldiplome Master CentraleSupélec
Die CentraleSupélec hat mit mehreren Universitäten Doppeldiplomabkommen abgeschlossen:
- ESCP Europe Wirtschaftshochschule
- Institut polytechnique des sciences avancées (Luft- und Raumfahrt[5])
- Technische Universität Berlin
- Technische Universität München
- Technische Universität Darmstadt
- Technische Universität Dresden
- Technische Universität Wien
- Andere Top Industrial Managers for Europe – TIME Doppeldiplome Program Europa[6].

## Forschung und Graduiertenkolleg
- Energie
- Umwelt
- Gesundheit und Biotechnologie
- Informationen und Wissen; Nachhaltiges Bauen
- Verkehr und Mobilität
- Wirtschaftlichen Veränderungen